# Oxydia unicolor
Oxydia unicolor är en fjärilsart som beskrevs av Druce 1898. Oxydia unicolor ingår i släktet Oxydia och familjen mätare. Inga underarter finns listade i Catalogue of Life.